# Ostseeresort Olpenitz
Koordinaten: 54° 39′ 36″ N, 10° 1′ 12″ O

Übersichtskarte

Das Ostseeresort Olpenitz, auch Port Olpenitz genannt, ist ein Bauprojekt eines Ferienparks. Es entsteht auf dem Gelände des ehemaligen Marinestützpunktes in Olpenitz. Ursprünglich waren 7000 Betten und 2500 Bootsliegeplätze geplant. Nach Insolvenz des Betreibers übernahm die Helma Ferienimmobilien GmbH das Projekt. Im Juli 2019 waren etwa 40 Prozent des Projektes fertiggestellt.

## Geschichte

### Marinestützpunkt
In dem 1964 eröffneten Stützpunkt waren etwa 1850 Soldaten stationiert. Dazu kamen noch etwa 450 zivil Beschäftigte. 2004 wurde beschlossen, den Standort zu schließen.

### Planungen Port Olpenitz
Durch den Wegfall der Marine verlor Kappeln einen der größten Arbeitgeber. Um dies zu kompensieren, schlug Herbert Harm mit seinem Sohn Jaska vor, ein Feriendorf zu errichten. Im Oktober 2006 kaufte die Port Olpenitz GmbH das 168,7 Hektar große Grundstück. Es sollten 7000 Übernachtungsplätze in mehr als 1000 Ferienhäusern und mehreren Hotels sowie ein Yachthafen mit 2500 Liegeplätzen auf dem 152 Hektar (mit Wasserflächen und ohne Nordhaken) großen Gelände entstehen. Der Spiegel bezeichnete das Projekt 2007 als „gewagt“.

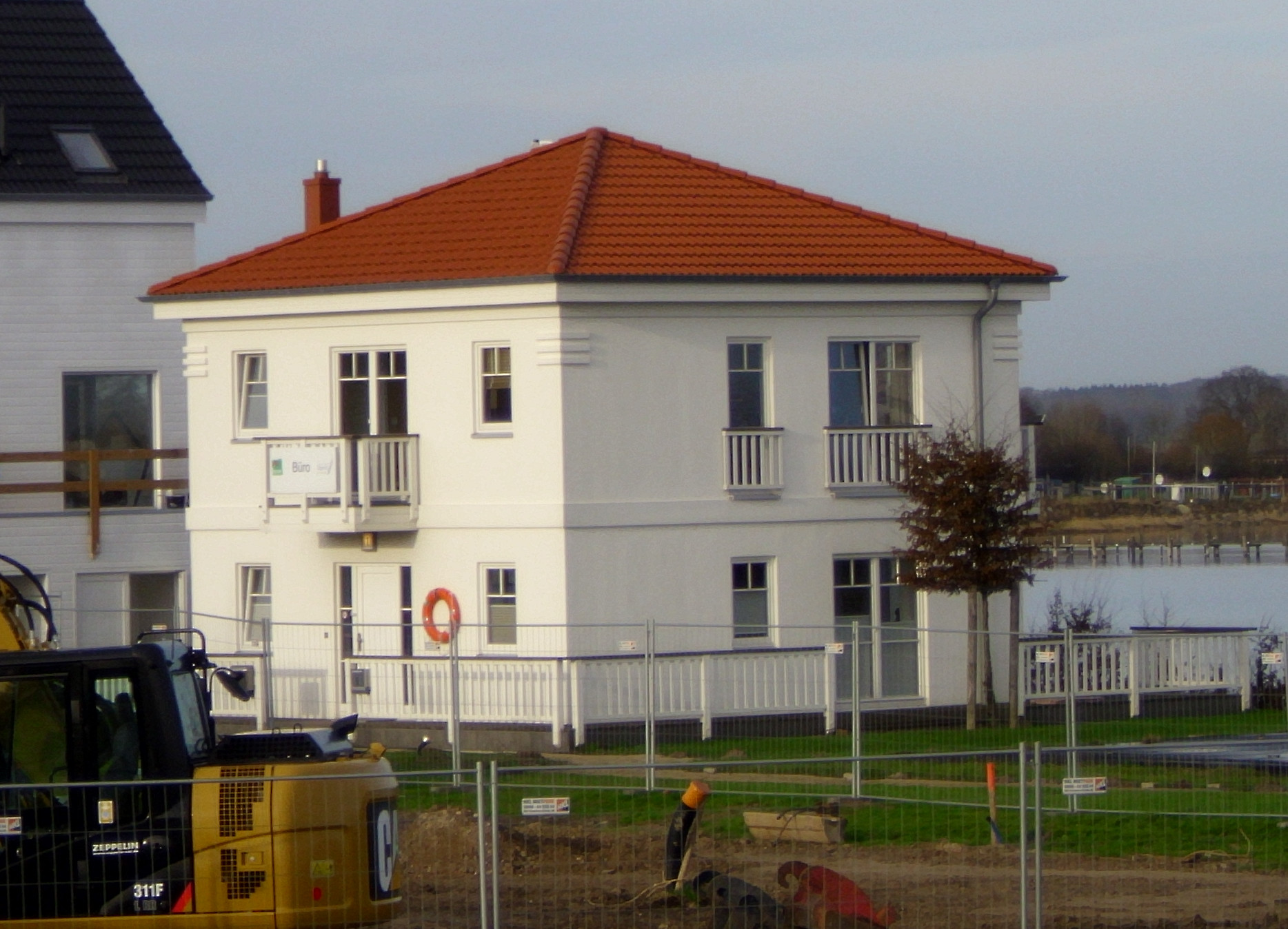
Das erste Musterhaus, gebaut 2009. Heute ist dies eine Ferienunterkunft.

Wegen Streitigkeiten vor dem Oberverwaltungsgericht Schleswig, bei denen der Bebauungsplan für unwirksam erklärt wurde, verzögerte sich das Projekt. Nach einigen Änderungen konnten sich die Beteiligten auf einen Bebauungsplan einigen. So wird der Nordhaken nicht bebaut und zum Naturschutzgebiet. Zum Baubeginn 2009 wurde im Oktober 2009 als symbolischer Spatenstich ein Anker im Hafenbecken versenkt.

### Insolvenz
Im Oktober 2011 musste die Port Olpenitz GmbH nach einem Streit zwischen Geschäftsführer Jaska Harm und der EQK Port Olpenitz Inc., die ihn gerichtlich absetzen wollte, sowie wegen Schulden von mehr als 27 Millionen Euro, Insolvenz anmelden. Der erste Bauabschnitt wurde danach an verschiedene Investoren aufgeteilt.

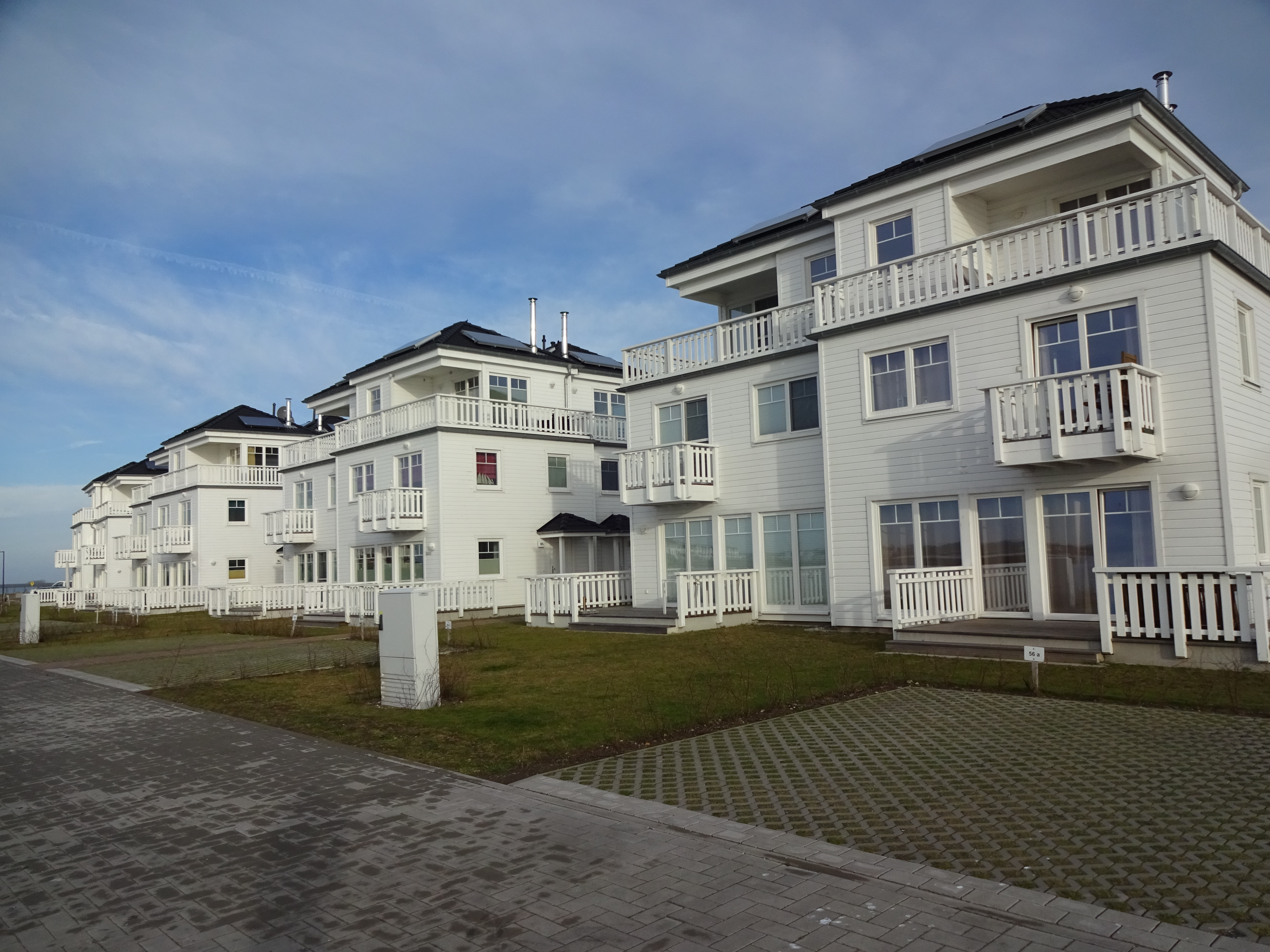
Die Weißen Strandvillen sind die ersten von der Helma errichteten Gebäude

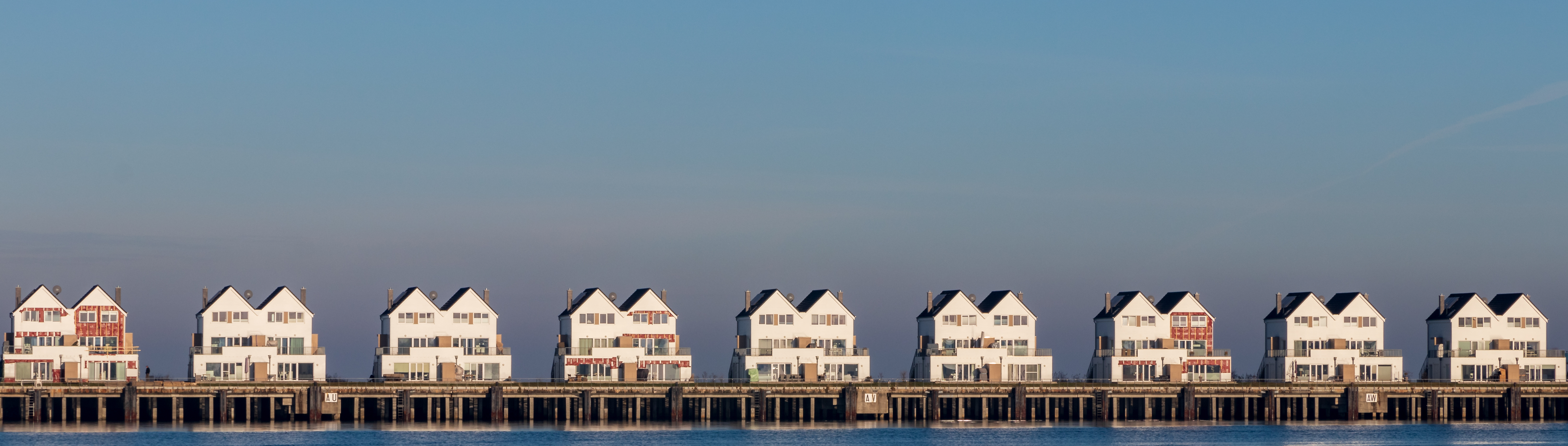
Ferienwohnungen in der Marina Lounge.

Die Helma Ferienimmobilien GmbH, einer Tochtergesellschaft der Helma Eigenheimbau, erwarb erst ein kleineres Grundstück, bis sie den Großteil des Projekts 2013 übernahm. Der Umfang wurde deutlich verkleinert sowie der Name in „Ostseeresort Olpenitz“ geändert. Jetzt sind nur noch 2500 Betten geplant.

## Projekt

### Anfängliche Planungen
In der Anfangszeit der Planungen gab es eine Vielzahl von Vorschlägen: Die anfangs geplante Skihalle wurde 2007 wegen starker Kritik durch einen Multifunktionshügel, auch Freizeithügel genannt, mit 14,5 Hektar Grundfläche ersetzt. In dieser 32 Meter hohen begrünten Stahlbetonkonstruktion sollten Bootsliegeplätze entstehen. Im Winterlager sollte Platz sein für etwa 2000 Boote, der im Sommer als Parkplatz nutzbar wäre. Außerdem sollten sich darin Freizeitangebote wie eines Schwimmbades, einer Langlaufloipe und Bowlingbahn befinden. Obendrauf sollte ein Aussichtspunkt mit einem Schrägaufzug gebaut werden. 2009 sollte nach dem Gerichtsurteil nur noch ein etwa 20 Meter hoher Hügel mit halbierter Grundfläche gebaut werden. Östlich neben dem Multifunktionshügel war ein weiter etwas kleinerer Hügel geplant, in dem sich eine Bootswerft befinden sollte. Auf diesem Hügel sollten Ferienhäuser entstehen. 2015 wurde bekannt, dass es statt des Multifunktionshügels nur einfache Bootshallen geben soll. Auch die künstlichen Inseln sowie das Schwimmbad werden wahrscheinlich nicht gebaut. Der durch Verzicht auf die künstlichen Inseln freigewordene Platz soll für die bisher im Außenhafen geplante Marina genutzt werden.
Aus Überlegungen, eine Fährverbindung nach Dänemark einzurichten, ist bislang nichts geworden.

### Yachthafen
Im April 2012 schlossen die beiden Firmen Mittelmanns Werft und Eberhardt Maritimcenter einen Vertrag mit dem Insolvenzverwalter über fünf Jahre für eine Marina im südwestlichen Hafenbecken. 2012 und 2013 hatte diese geöffnet. 2014 und 2015 war das Hafenbecken wegen Abrissarbeiten gesperrt. 2016 wurde ein neuer Yachthafen eröffnet.

### Schwimmende Häuser

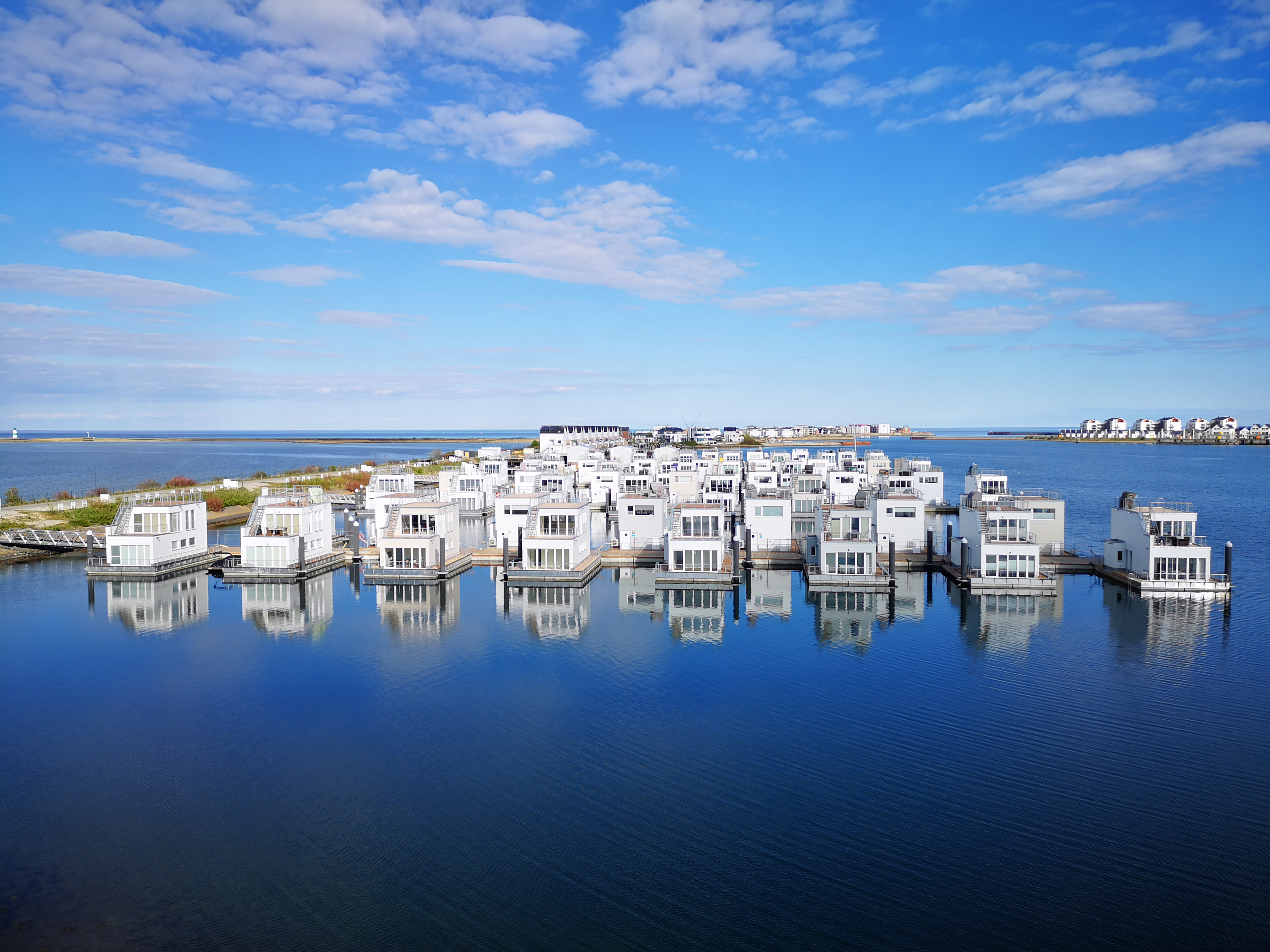
Schwimmende Häuser

Mit der Errichtung von 60 schwimmenden Häusern begann die Helma 2015. Sie sollen an vier Stegen liegen und haben eine Grundfläche von 97 m² auf zwei Etagen. 30 Häuser sind bereits fertig. 2016 erstritt sich die Helma vor dem Oberlandesgericht Schleswig erstmals in Deutschland für schwimmende Gebäude die Eintragung ins Grundbuch. Damit sind diese genauso finanzierbar wie Immobilien an Land.

### Skanlux-Ferienhäuser
Anfang 2017 hat die Firma Skanlux Huse im südwestlichen Teil begonnen, 15 Ferienhäuser mit Platz für 12 bis 24 Personen zu bauen. 10 weitere sind geplant.

## Standort Seenotrettung
Seit November 2018 ist der Seenotrettungskreuzer der Deutschen Gesellschaft zur Rettung Schiffbrüchiger (DGzRS) Fritz Knack im Ostseeresort Olpenitz stationiert.
Zuvor befand sich die Station in Maasholm, wo das Vorgängerschiff Nis Randers stationiert war. 2017 wurde zunächst erwogen, das Schiff nach Olpenitz zu verlegen, um schneller auf der offenen Ostsee zu sein. Der Umzug erfolgte dann aber erst 2018 mit der Fertigstellung des neuen Schiffs der 20-Meter-Klasse. Im Gegensatz zum alten Seenotrettungskreuzer hat er keine Kojen, weswegen in Olpenitz Wohnungen für die Besatzungsmitglieder gebaut wurden.